# 千本木龍頭神舞
千本木龍頭神舞（せんぼんぎりゅうとうしんまい）とは、群馬県伊勢崎市の北千木町・南千木町に伝わる獅子舞の一種。南千木町にある千本木神社での奉納を主な活動とするためこう呼ばれる。

## 概要
舞の形式は『一人立ち三人連舞』と分類され、三人一組で各々が独立した一つの頭（カシラ）を被り舞を行う。一般に『風流三頭獅子舞』と言われ、江戸中期から厄払いや雨乞いに上演されたと言われている。
龍頭神舞の頭は『龍』を模したもので、獅子とは異なるのが特徴的である。このような形式は室町から江戸初期に利根・荒川水系に多く発生分布したが、現存するものは他になく貴重なものとなっており、群馬県指定重要無形民俗文化財に指定されている。
河川や用水路の整備がまだ成されない時代、度々旱魃による打撃を受けることがあった。龍頭神舞はその旱魃の際に雨乞いを行い、危機を救ったとされ、伊勢崎藩主から提灯を下賜されるなどの逸話が残されている。

## 頭（カシラ）
頭は『鳳凰元（ホウガン）』『雌獅子（めじし）』『雄獅子（おじし）』の三体から成る。鳳凰元は先頭に立ち、二本のねじり角の根元に左右異なった神面の彫刻がある。雌獅子は三頭の真ん中に位置し、鹿の角に似た一本の角をもつ。雄獅子は三頭の最後に立ち、二本の角の根元に左右異なった神面の彫刻がある。それぞれの頭は『鳥総（トブサ）』と呼ばれる、和紙を紫・緑・赤・黄色に染め幣束型に切った髪を着けている。
この鳥総は、玄関先に吊るすと魔除の効果があると言い伝えられており、龍頭神舞奉納の際には、激しい動きによりちぎれた鳥総を子どもたちが拾い集める光景が見られる。

## 会所
龍頭神舞は、『ささら会所』と呼ばれる獅子宿で代々伝承されており、現在も保存会会長宅を会所として活動している。
このほか、龍頭神舞の前段に露払いとして奉納される『棒使い』は、同じく茂呂地区で伝承される荒木流拳法の門人が演じるが、その会所は『棒会所』と呼ばれている。

## 活動
毎年10月の第3土・日曜日に行われる千本木神社秋季大祭で奉納されているほか、伊勢崎市文化協会の加盟団体であり、同協会が主催する郷土芸能大会などで見ることができる。
また、市立茂呂小学校では平成12年以降、保存会の協力により、児童への龍頭神舞の指導を行っており、秋の運動会では龍頭神舞をベースにした集団演舞を行っている。